# Aëtius
För teologen, se Aëtius av Antiochia
Flavius Aëtius (död 454) var en västromersk general. Han är främst känd för att ha lett en kombinerad romersk och germansk här till seger över Attilas hunner i slaget vid Katalauniska fälten år 451. Han var en av få framträdande gestalter under åren före Västroms undergång och han har ibland kallats "den siste romaren".
Aëtius var son till en rytterigeneral vid namn Gaudentius, och antagligen från denne av barbarsläkt. Som gisslanutbyte vistades han i sin barndom hos både hunner och goter. När kejsar Honorius dött, tågade Aëtius med en här till stor del bestående av hunner för att stödja usurpatorn Johannes men innan han hann fram hade Johannes besegrats av Galla Placidias styrkor och dött, och ny kejsare var Valentinianus III, Galla Placidias son.
Aëtius fogade sig i sakernas tillstånd och lyckades få sin hunnerhär att ge sig av. Han vann avsevärt anseende och fick gradvis betydande makt i Italien. Hans främste medtävlare var guvernören i Africa, Bonifatius. Det är möjligt att det var Aëtius som fick Bonifatius hemkallad till Rom 427, något som utlöste en vandalsk invasion i Africa. Galla Placidia kallade senare åter hem Bonifatius för att sätta press på Aëtius, men Aëtuis besegrade sin konkurrent 432 vid Ariminum, och var därefter utan jämförelse Galla Placidias mest inflytelserika rådgivare och Italiens mäktigaste man. År 433 fick han patriciertitel och utnämndes till överfältherre, magister utriusque militiae.
Aëtius lyckades styra burgunder, visigoter och franker, och tvang dem att bistå honom när Attila anföll Västeuropa 450, och i slaget vid Katalauniska fälten 451 stoppades slutgiltigt hunnernas framryckning i västerled.
Hemkommen från dessa strider utsattes Aëtius för en hovkomplott ledd av eunucken Herakleios. Kejsar Valentinianus III ska själv ha huggit ned Aëtius.
Georg Friedrich Händel komponerade 1732 en opera om Aëtius återkomst efter segern över Attila: Ezio.